# 地上デジタル開局記念「テレビが変わる!広島がかわる!スタート地デジ」
『地上デジタル開局記念「テレビが変わる！広島がかわる！スタート地デジ」』（ちじょうデジタルかいきょくきねん テレビがかわる ひろしまがかわる スタートちデジ）は、2006年10月1日 14:00 - 14:30に放送された広島県の民間放送テレビ局共同制作番組である。

## 内容
広島で地上デジタル放送がスタートした10月1日に同エリアの地上デジタル放送推進大使たちが揃って出演した番組である。NHK広島放送局は全国ネットのゴルフ生中継をしていたためにこの番組を放送しなかったが、民放局に1階ロビーを貸して生放送していた。地上デジタル放送の機能の1つ・マルチ編成の紹介は行わなかった。

## 出演者

### 広島地区地上デジタル放送推進大使
- 井上あさひ（NHK広島放送局アナウンサー）
- 和佐由紀子（中国放送アナウンサー）
- 西名みずほ（広島テレビアナウンサー）
- 渡辺美佳（広島ホームテレビアナウンサー）
- 石井百恵（テレビ新広島アナウンサー）

### ゲスト
- 風見しんご

## 放送時間
- 中国放送・広島テレビ・広島ホームテレビ・テレビ新広島で2006年10月1日 14:00 - 14:30